# 協新租車
匯豐協新租賃股份有限公司，簡稱為匯豐協新租賃，為匯豐汽車股份有限公司100%投資子公司。目前該公司在全臺灣有63個直營門市據點、71個保養維修廠、350個加盟服務門市。

## 關係企業

### 臺灣地區關係企業
- 匯豐協新租賃股份有限公司：經營車輛租賃。
- 滙豐汽車股份有限公司：經營中華三菱的汽車銷售與維修。
- 福輪汽車股份有限公司：經營國內外汽車零配件、精品百貨代理銷售業務。
- 協進產物保險代理人股份有限公司：經營產物保險代理人業務。
- 東安產物保險代理人股份有限公司：經營產物保險代理人業務。
- 滙安保險代理人股份有限公司：經營人壽保險代理人業務。
- 惠鴻資訊管理顧問股份有限公司：經營企業e化資訊顧問服務。
- 福昇汽車股份有限公司：經營車輛批發、零售業務。
- 滙欣汽車股份有限公司：經營車輛批發、零售業務。
- 滙聯汽車股份有限公司：經營裕隆日產的汽車銷售與維修。

## 公司沿革
- 1990年：8月28日匯豐汽車投資成立協新汽車股份有限公司。
- 2007年：8月公司官方網站上線，12月取得甲種小客車營業執照，正式跨足汽車租賃業。
- 2014年：5月官方網站改版。
- 2019年：9月26日變更公司名稱匯豐協新租賃股份有限公司。

## 外部連結
- 官方網站（页面存档备份，存于）